# نقشه ذهنی

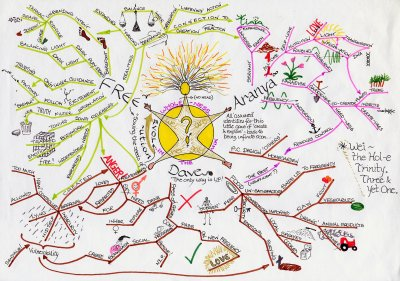
نقشه ذهنی کشیده شده توسط دست

نقشۀ ذهنی، نموداری درختی است که برای بیان کردن کلمات، ایده‌ها، فعالیت‌ها یا موارد دیگر مربوط به یک کلید واژه یا ایده مورد استفاده قرار می‌گیرد. این نقشه ایده ای برای یادداشت برداری و شکوفایی خلاقیت است که توسط تولمن ابداع شده است. این نمودار برای تولید، سازماندهی و ساختار دهی ایده‌ها و افکار به کار بسته می‌شود و در حل مسئله، فرایند تصمیم‌گیری و نوشتن می‌تواند مورد استفاده قرار بگیرد.
عناصر یک نقشه ذهنی به صورت ادراکی و بر اساس اهمیت مطالب در قالب گروه‌ها، شاخه‌ها و قسمت‌های متفاوت قرار می‌گیرند. نقشه‌های ذهنی را می‌توان برای مرور حافظه نیز به کار بست.
ترسیم نقشه ذهنی راهی ساده، اما بسیار مؤثر برای تصویرسازی، سازمان دادن و ساختار بخشیدن به افکار، دانش و اطلاعات است. بهترین نکته درباره‌ی این تکنیک آن است که نحوه کار و نمایش نقشه ذهن، برخلاف بسیاری از روش‌های دیگر، به روند طبیعی تفکر مغز کمک می‌کند. اطلاعات در آن واحد از راه‌های مختلفی به شکل کلمه، رنگ، تصویر، نشانه و نمایه‌های فضایی ارائه شده و به این صورت با آسان شدن پردازش مطالب، یادگیری و به یادسپردن آن‌ها نیز آسان‌تر می‌شود.
تونی بازان کتاب های زیادی در عرصه شکوفایی ذهن، بهره وری در کار ها، تقویت حافظه و به ویژه نقشه ذهن نوشته و با استفاده از جلسات  مختلف در کشور های گوناگون ایده نقشه ذهن خود را میان مردم گسترش داده است تا آنها هم بتوانند از آن ایده ها بهره ببرند. او سرانجام در آپریل سال 2019 میلادی جان به جان آفرین تسلیم گفت.
تندخوان‌ها، با استفاده از نقشه ذهنی، مطالب کتاب‌هایی که می‌خوانند را در ذهن خود نگه می‌دارند. نقشه ذهنی علاوه بر مطالعه، برای سخنرانی، مدیریت دانش، مدیریت پروژه، کسب و کار و زندگی هم کاربرد دارد.

## ساختار
نقشه‌های ذهنی با ارائه کردن یک نمای شعاعی، شکلی و غیر خطی مغز را در ضمن تلاش برای حل مسئله و فعالیت‌های سازمان دهی، به سمت طوفان فکری هدایت می‌کند. اگر چه شاخه‌های یک نقشه ذهنی نشانگر ساختار سلسله مراتبی درختی است، اما قرارگیری شعاعی آن‌ها اولویت بندی معمول را مختل می‌کند که در این حیث با ساختارهای خطی متفاوت است. این رویکرد به سمت طوفان فکری کاربران این نمودار را تشویق می‌کند که مفاهیم را بدون میل به استفاده و آغاز یک قالب فکر خاص به یکدیگر متصل کنند.
نقشه ذهنی را می‌توان با همان ایده ترسیم مفاهیم رسم کرد. اولی بر مبنای سلسله مراتب شعاعی و ساختار درختی ای است که ارتباط بین مفهوم کلیدی و شاخه‌ها را نشان می‌دهد، در حالی که در ترسیم مفاهیم، اتصال بین مفهوم‌ها به شکل‌هایی متنوع تر صورت می‌پذیرد.
هرچه بتوانید از متن‌ها کم کرده و تصاویر را جایگزین کنید برای مغزتان بهتر است. با ارائه‌ی اطلاعات به شیوه‌ای متفاوت و نمایش آن بصورت بصری، مغزتان را قادر می‌کنید تا اطلاعات را سریع‌تر درک و به شکل مؤثرتری حفظ نماید و در نهایت سریع‌تر به یاد آورد.

## شیوه کاربرد
1. هدف و ایده اصلی خود را مشخص نمایید
2. از مرکز صفحه آغاز کنید
3. یک تصویر مرتبط در مرکز قرار دهید
4. از ۳ رنگ اصلی برای شروع استفاده نمایید
5. از این طرح خطوطی به شکل شعاع‌های مختلف به اطراف بکشید
6. از یک کلیدواژه یا شکل برای هر خط استفاده نمایید
7. نقشه ذهنی خود را توسعه دهید

## نرم‌افزارهای ترسیم نقشه ذهن
برای ترسیم نقشه ذهن نرم‌افزارهای مختلفی در دسترس می‌باشد: از جمله نرم‌افزارهای پر کاربرد می‌توان به Microsoft office Visio ،Concept draw ،mind manager inspiration ،mindgenius ،iMindMap ،Xmind و mindmup اشاره کرد. در ادامه چند نمونه از نقشه‌های ذهنی ایجاد شده توسط نرم‌افزار Xmind را مشاهده خواهید نمود:

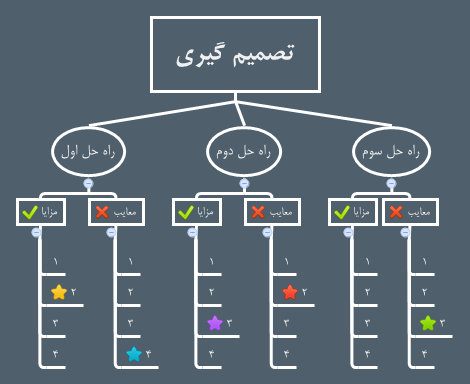
نقشه ذهنی تصمیم گیری
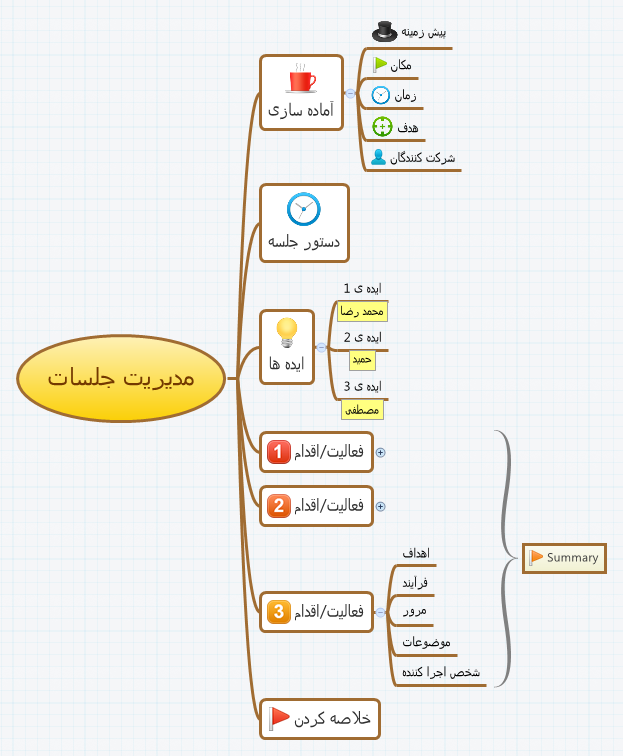
نقشه ذهنی مدیریت جلسات